# Sweet Sacrifice
Sweet Sacrifice este al treilea single al formației americane Evanescence de pe al doilea album The Open Door.